# 島根県道55号邑南飯南線
島根県道55号邑南飯南線（しまねけんどう55ごう おおなんいいなんせん）は、島根県邑智郡邑南町から飯石郡飯南町に至る県道（主要地方道）である。

## 概要
邑智郡邑南町八色石と飯石郡飯南町下赤名を結ぶ。

### 路線データ
- 本線（Google マップ）
- 起点：邑智郡邑南町八色石（島根県道31号仁摩邑南線交点）
- 終点：飯石郡飯南町下赤名（国道54号交点）

## 歴史
- 1993年（平成5年）5月11日 - 建設省から、県道川本赤来線の一部が瑞穂赤来線として主要地方道に指定される[1]。
- 1994年（平成6年）4月1日 - 島根県告示第408号により島根県道55号瑞穂赤来線が認定される。
- 2004年（平成16年）10月1日 - 邑智郡の石見町・瑞穂町・羽須美村が対等合併して邑智郡邑南町が成立したことに伴い起点の地名表記が変更される（邑智郡瑞穂町八色石→邑智郡邑南町八色石）。また、この日邑智郡の邑智町・大和村が対等合併して邑智郡美郷町が成立したことに伴い、経由地の地名が変更される。
- 2005年（平成17年）1月1日 - 飯石郡の赤来町・頓原町が対等合併して飯石郡飯南町が成立したことに伴い、終点の地名が変更される（飯石郡赤来町下赤名→飯石郡飯南町下赤名）。
- 2006年（平成18年）3月31日 - 島根県告示第370号により現行の路線名称に変更される。
- 2022年（令和4年）
  - 10月14日 - 島根県告示第673号により、邑智郡美郷町宮内 - 邑智郡美郷町長藤間の緑資源幹線林道を本路線に追加指定[2]。
  - 12月27日 - 島根県告示第815号により、邑智郡美郷町宮内 - 邑智郡美郷町都賀西間の大峠経由の旧道を県道指定解除、邑智郡美郷町都賀西 - 邑智郡美郷町長藤・都賀本郷交差点間が島根県道294号邑南美郷線の単独区間となる[3]。

## 路線状況

### 重複区間
- 国道375号（邑智郡美郷町長藤）

### 道路施設

#### 橋梁
- 大和大橋（江の川、邑智郡美郷町都賀行 - 邑智郡美郷町都賀本郷）

#### 道の駅
- グリーンロード大和（邑智郡美郷町、国道375号重複区間内）

## 地理

### 通過する自治体
- 邑智郡邑南町
- 邑智郡美郷町
- 飯石郡飯南町

### 交差する道路
| 交差する道路            | 市町村名 | 市町村名 | 交差する場所 | 交差する場所 |
| ----------------------- | -------- | -------- | ------------ | ------------ |
| 島根県道31号仁摩邑南線  | 邑智郡   | 邑南町   | 八色石       | 起点         |
| 国道375号 重複区間起点  | 邑智郡   | 美郷町   | 長藤         |              |
| 国道375号 重複区間終点  | 邑智郡   | 美郷町   | 長藤         |              |
| 島根県道166号美郷飯南線 | 飯石郡   | 飯南町   | 下赤名       |              |
| 国道54号 国道184号 重複 | 飯石郡   | 飯南町   | 下赤名       | 終点         |

### 沿線
- 美郷町比之宮交流センター
- 美郷町立大和小学校
- 美郷町立大和中学校
- JR西日本三江線 石見都賀駅跡地
- 美郷町役場大和事務所
- 飯南町谷高齢者コミュニティセンター
- 江の川
- 蟠龍峡
- 道の駅グリーンロード大和
- 赤名湿地性植物群落[4][5][6]

### 峠
- 大峠（邑智郡美郷町都賀西）